# Adam Kulczycki (1921–2001)
Adam Tadeusz Kulczycki ps. „Kropowicz” (ur. 15 grudnia 1921 w Cięcinie, zm. 25 września 2001 w Sanoku) – żołnierz Armii Krajowej, powstaniec warszawski.

## Życiorys
Urodził się 15 grudnia 1921 w Cięcinie na Żywiecczyźnie (według własnej deklaracji; według późniejszych źródeł w Węgierskiej Górce  ). Pochodził z rodziny inteligenckiej. Był synem Stanisława (1890-1943, inżynier leśnik) i Heleny z domu Strojek (1889-1968, nauczycielka)   oraz bratem Janiny (1919–2022, żona Władysława Szombary, pianistka, pedagog) i Marii (1926-2019, po mężu Bednarz, sybiraczka, zatrudniona w Sanatorium Akademickim w Zakopanem).
W rodzinnej miejscowości uczył się w szkole powszechnej (jego ojciec w tym czasie był zarządcą fabryki suchej destylacji drewna w Węgierskiej Górce). Po likwidacji ww. fabryki w 1933 przeniósł się z rodziną na Mazury i zamieszkał w Cisowie (jego ojciec został tam administratorem Fundacji Sztabińskiej utworzonej na podstawie testamentu Karola Brzostowskiego). Naukę gimnazjalną ukończył w Warszawie. Maturę zdał podczas II wojny światowej w 1940 na tajnych kompletach organizowanych przez profesorów Gimnazjum im. Adama Mickiewicza w Warszawie. Podczas trwającej okupacji niemieckiej w marcu 1941 został zaprzysiężony do Związku Walki Zbrojnej. Zajmował się rozklejaniem plakatów, kolportażem prasy, przechowywaniem i przenoszeniem broni. Od 1942 działał w Organizacji „Wawer” małego sabotażu uczestnicząc w akcjach tej organizacji. W warunkach okupacyjnych w marcu lub w lipcu 1944 został absolwentem wojennej Szkoły Podchorążych im. płk. Leopolda Lisa-Kuli i został mianowany kapralem podchorążym nr ewid. 1081, a potem służył jako plutonowy podchorąży  . Został żołnierzem Armii Krajowej w szeregach batalionu „Łukasiński” w ramach I Obwodu „Radwan” (w tym okresie działał przy tworzeniu magazynów i skrytek broni) . Według różnych wersji w konspiracji nosił pseudonim „Krapowicz” lub „Kropowicz” .
Uczestniczył w powstaniu warszawskim w szeregach batalionu „Chrobry I”, Zgrupowanie „Sosna” . Początkowo brał udział w walkach w ramach Grupy „Północ” na obszarze dzielnicy Wola  . Uczestniczył w zdobywaniu budynku policji niemieckiej Warszawa-Północ na rogu ulic Chłodnej i Żelaznej, a potem w obronie Woli. Po wycofaniu się na Stare Miasto walczył w Pałacu Mostowskich, w obronie Arsenału i Pasażu Simonsa. Ze Starówki ewakuował się włazem na rogu ulic Długiej i Miodowej do dzielnicy Śródmieście kanałami i wychodząc przy ul. Wareckiej róg ul. Nowy Świat. Tam brał udział w zajęciu budynku przy ul. Brackiej 8, gdzie dotrwał końca walk broniąc tamtejszych pozycji. Był ranny  w nogę. Po kapitulacji złożył broń przy ul. Narutowicza. Został wzięty przez Niemców do niewoli. Wraz z towarzyszami został odprowadzony do Ożarowa. Następnie został wywieziony do Rzeszy i był osadzony w obozie jenieckim Stalag XI-B w Fallingbostel koło Hanoweru, otrzymując tam numer jeniecki 140546 . Pracował w hucie żelaza w Harzburgu. W czasie zakończenia wojny w maju 1945 przebywał w szpitalu Stalagu XI-A w Altengrabow, gdzie doczekał wyzwolenia przez Armię Czerwoną. W czerwcu 1945 powrócił na ziemie polskie. Podczas wojny jego rodzice zostali zesłani przez władze ZSRR na Syberię, gdzie ojciec poniósł śmierć w 1943 w Kurganie.
Po wojnie zamieszkał w Sanoku . 27 kwietnia 1946 w kościele Przemienienia Pańskiego w Sanoku poślubił Klotyldę Wandę Charchalis (1917-2009), z którą w 1996 obchodził jubileusz 50-lecia małżeństwa. Początkowo pracował w handlu (w Państwowej Centrali Handlowej w Sanoku), potem w banku, od 1957 w Zarządzie Budownictwa Leśnego „Bieszczady” (w Zarządzie Inwestycji Leśnych w Ustrzykach Dolnych), później w fabryce Autosan w Sanoku, a od 1974 w „Prochemie”. Z uwagi na stan zdrowia w 1979 przeszedł na rentę inwalidzką, a w 1981 na emeryturę.
Od 1948 należał do koła ZBoWiD w Sanoku, był prelegentem z ramienia tej organizacji, w 1982 członkiem komisji historycznej. W 1976 otrzymał zaświadczenie kombatanta. Spotykał się z młodzieżą opowiadając swoje przeżycia wojenne . Należał do PZPR. Na początku 2001 ogłoszono jego awans na stopień podporucznika oraz przyznanie patentu „Weterana Walk o Wolność i Niepodległość Ojczyzny”.
Zmarł 25 września 2001 w Sanoku. Został pochowany w grobowcu rodziny Charchalisów na Cmentarzu Centralnym w Sanoku.

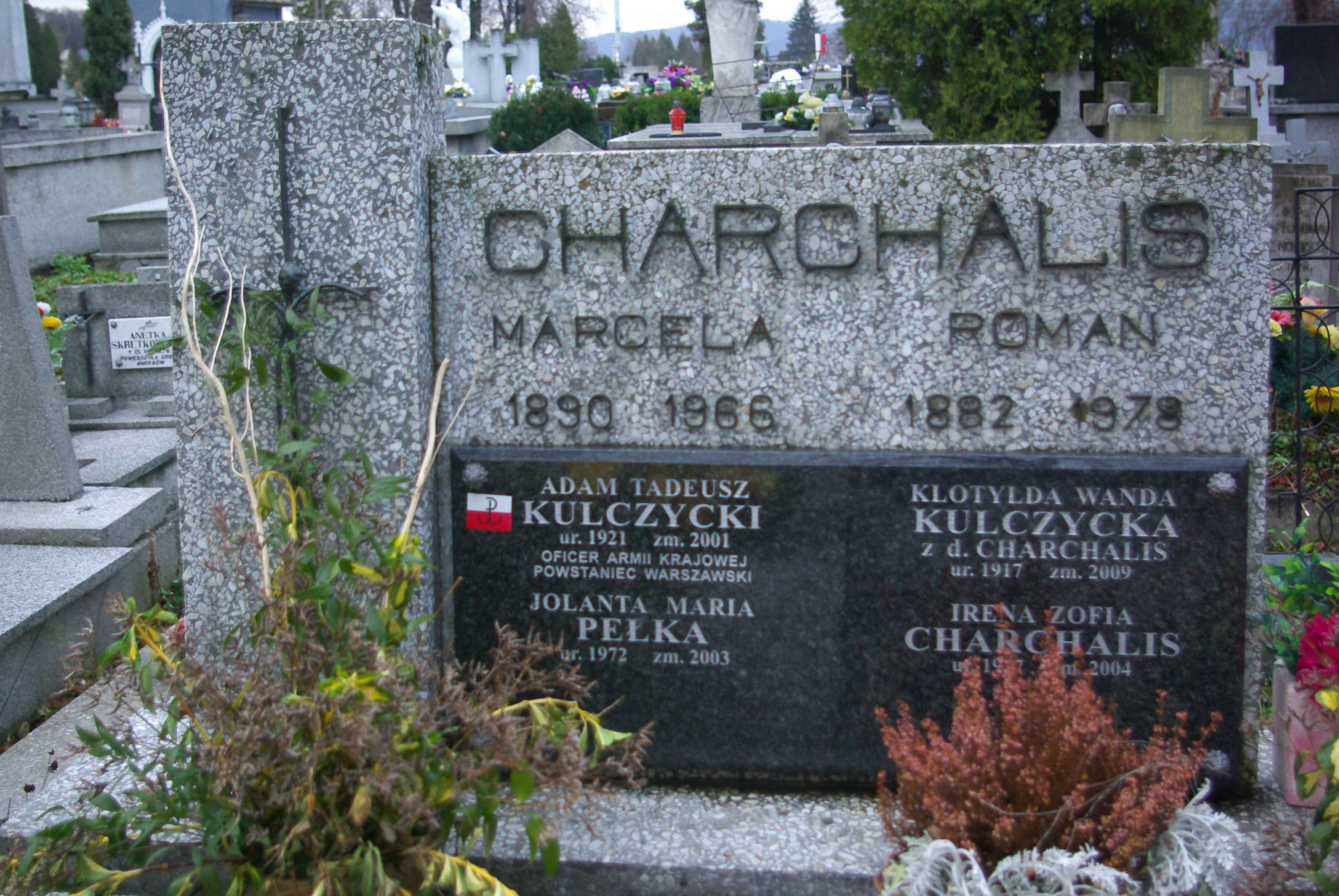
Grobowiec rodzinny Adama Kulczyckiego

## Odznaczenia
- Medal Wojska[2]
- Krzyż Armii Krajowej[2]
- Krzyż Partyzancki (1966)[35][19]
- Medal za Warszawę 1939–1945 (1959)[36][19]
- Warszawski Krzyż Powstańczy (1982)[36][19][37]
- Medal Zwycięstwa i Wolności 1945 (1957)[35][19]
- Odznaka Grunwaldzka (1957)[38][19]
- Odznaka pamiątkowa Akcji „Burza”[2]
- Honorowa Odznaka Batalionu „Chrobry I”[2]
- Honorowa Odznaka „Zasłużony dla Hufca ZHP Ziemi Sanockiej”[2]